# Bill Orton
William "Bill" Orton (North Ogden, 22 de setembro de 1948 – Condado de Juab, 18 de abril de 2009) foi um político norte-americano. Ele era membro do Estados Unidos da Câmara dos Representantes de Utah entre 1991 e 1997.